# Dawid Tugan-Mirza-Baranowski
Dawid Iwanowicz Tugan-Mirza-Baranowski, ros. Давид Иванович Туган-Мирза-Барановский (ur. 23 kwietnia 1881, 29 sierpnia 1941 w Warszawie) – rosyjski wojskowy (generał major), emigracyjny działacz kombatancki.
W 1899 r. ukończył Połtawski Korpus Kadetów, zaś w 1902 r. Michajłowską Szkołę Artylerii. Służył w stopniu podporucznika w 3 Gwardyjskiej Brygadzie Artylerii Konnej. W 1905 r. awansował na porucznika. W 1909 r. w stopniu kapitana ukończył Nikołajewską Akademię Sztabu Generalnego. W 1910 r. odkomenderowano go do oficerskiej szkoły kawaleryjskiej. Do 1912 r. dowodził szwadronem lejbgwardii Grodzieńskiego Pułku Husarzy. Następnie pełnił funkcję starszego adiutanta w sztabie Gwardyjskiej Brygady Strzeleckiej. 
Brał udział w I wojnie światowej. Od 1915 r. w stopniu podpułkownika był sztabsoficerem do specjalnych poruczeń w sztabie Korpusu Gwardii. W 1916 r. objął obowiązki szefa sztabu 2 Gwardyjskiej Dywizji Piechoty. Wkrótce mianowano go pułkownikiem. Od 1917 r. pełnił obowiązki szefa sztabu 2 Gwardyjskiej Dywizji Kawalerii. W 1918 r. wstąpił do nowo formowanych wojsk Białych gen. Antona I. Denikina. Od marca 1919 r. dowodził dywizjonem Krymskiego Pułku Konnego. Następnie był dowódcą Mieszanego Pułku Dragonów. W październiku tego roku został dowódcą Oddziału Dniestrowskiego Wojsk Obwodu Noworosyjskiego. W maju 1920 r. objął dowództwo 2 Tubylczego Pułku Konnego. Od lipca tego roku był szefem sztabu inspektora konnicy. 
W listopadzie wraz z wojskami Białych został ewakuowany do Gallipoli. W 1921 r. mianowano go generałem majorem. W połowie lat 30. zamieszkał we Francji. Następnie przeniósł się do Polski. Przewodniczył Stowarzyszeniu lejbgwardii Artylerii Konnej w Warszawie.